# Cellettes (Charente)
Cellettes település Franciaországban, Charente megyében. Lakosainak száma 388 fő (2022. január 1.). Cellettes Luxé, Maine-de-Boixe, Saint-Groux, Vervant, Villognon és Mansle-les-Fontaines községekkel határos.

## Népesség
A település népességének változása:
| Lakosok száma | 259  | 294  | 346  | 440  | 429  | 422  | 402  | 388  | 385  | 388  |
|               | 1968 | 1982 | 1990 | 2006 | 2013 | 2015 | 2017 | 2019 | 2020 | 2022 |